# Laobian
Laobian (en chino, 老边; pinyin, Lǎobiān) es un distrito urbano bajo la administración directa de la Prefectura Yingkou  en la Provincia de Liaoning, República Popular China.  Su área es de 217 km² y su población total para 2010 superó los 125 mil habitantes.

## Administración
Desde julio de 2023, el  Distrito Laobian  se divide en 4 pueblos que se administran en 1 subdistrito y 3   poblados.